# Peter Stein
Peter Stein (Berlín, 1 de octubre de 1937) es un director de teatro alemán que fundó en Berlín occidental el Schaubühne am Halleschen Ufer, una compañía de teatro, que fue uno de los focos principales de la renovación teatral que tuvo lugar en la República Federal Alemana de los años 60-70 y se inspiró en el movimiento de protesta estudiantil de Mayo de 1968. En 1984 abandonó la dirección del Schaubühne (que adoptó el nombre de Schaubühne am Lehniner Platz al cambiar de sede en 1981), y se dedicó a trabajos como director invitado en teatros y óperas de todo el mundo.

## Infancia, juventud, primeros trabajos en el teatro
Peter Stein nació en Berlín en una familia burguesa acomodada. Su padre era ingeniero y durante el Tercer Reich ocupó un cargo directivo en una empresa que colaboró en la producción de material bélico. Al terminar la Segunda Guerra Mundial en 1945 fue condenado por esa actividad y después de cumplir su condena se reincorporó a su trabajo de ingeniero en Frankfurt. Allí Peter Stein terminó en 1956 su bachillerato en el Lessing-Gymnasium, desde donde pasó a la Universidad para estudiar Germanística e Historia del Arte, primero en Frankfurt (1956-1958) y luego en Múnich (1958-1964). Durante estos años entró en contacto con el teatro estudiantil como actor y descubrió su pasión por la escena. Dejó sin terminar una tesis doctoral sobre el autor romántico E.T.A. Hoffmann para entrar como ayudante de dirección en el  Münchner Kammerspiele , uno de los teatros subvencionados más importantes de la capital bávara, dirigido en aquel momento por Fritz Kortner, un veterano del teatro de la República de Weimar. En 1967 hizo su primer montaje en la Werkraumbühne, la sala experimental del Kammerspiele. Para su debut escogió Saved, un crudo drama sobre la juventud urbana del entonces poco conocido autor inglés Edward Bond, presentado en una versión en dialecto bávaro del joven dramaturgo Martin Sperr. A la polémica desatada por este montaje siguieron En la selva de las ciudades (Brecht) (1968) y Vietnam-Diskurs (Peter Weiss) (1968/69), que llevó al despido de Stein por pretender hacer al final de la función una colecta para ayudar al Vietcong. Stein ya tenía contactos con el equipo del Theater am Goetheplatz, el teatro subvencionado más importante de Bremen en torno a Kurt Hübner y con directores como Peter Zadek y Wilfried Minks, también escenógrafo notable. En Bremen montó Stein Intriga y amor (Schiller) (1967), su primer montaje clásico desmitificador, y --tras ser despedido del Kammerspiele de Múnich--Torquato Tasso (Goethe), un retrato del artista en conflicto con la sociedad. En el fragor de la controversia desencadenada por el expulsión de Stein del Kammerspiele y de la agitación política que se apoderó de toda la sociedad alemana y hoy se resume con el término de Mayo de 68, Stein y el grupo de actores de Bremen que se le unieron  --Jutta Lampe, Bruno Ganz, Edith Clever, Werner Rehm, Michael König-- recalaron brevemente en el Schauspielhaus de Zúrich. Allí Stein escenificó Early Morning (Bond) 1969), Canta gallo acorralado (O'Casey) (1969) y The Changeling (Middleton/Rowley) (1970) antes de ser despedido nuevamente. Tratados como unos apestados por los teatros establecidos Stein y los suyos encontraron por fin un refugio en Berlín occidental.

## Schaubühne am Halleschen Ufer(1970-1982)
Allí, en el barrio obrero de Kreuzberg, los hombres de teatro Jürgen Schitthelm, Klaus Weiffenbach y Dieter Sturm llevaban una pequeña compañía, instalada en el modesto local del centro cultural del barrio, situado Am Halleschen Ufer cerca del Muro. Los de Stein se integraron en ese grupo y surgió el Schaubühne am Halleschen Ufer, un experimento de cooperativa teatral, cogestionada, en la que todos sus miembros participaban en la toma de decisiones técnicas, administrativas o artísticas. La influencia de este modelo innovador sobre el panorama teatral alemán de los años 70 fue enorme. La compañía comenzó con una línea muy politizada con La madre, una dramatización de Brecht sobre la novela de Gorki (1970), protagonizada por Therese Giehse y La tragedia optimista (Vsevolod Vishnevski|Vishnevski) (1972). Pero al mismo tiempo presentó Peer Gynt (Ibsen) (1971) y El Príncipe de Homburgo (Kleist) (1972) con Bruno Ganz en el papel del romántico Príncipe. Los cuatro montajes de Stein reflejaban su concepto antidogmático del teatro empeñado en "fusionar fenómenos estéticos y políticos", como escribió Botho Strauss, entonces jovencísimo crítico de la revista Theater Heute. La culminación de esta primera etapa de Stein como director fue el montaje ya legendario de Los veraneantes (Gorki) en 1974, que dio fama internacional a todos los que participaron en él. El interés por el texto y su análisis dramático, siempre presente en los montajes de Stein, se fue acentuando y tras la Trilogía del reencuentro (Botho Strauss) (1978), un cuadro crítico de la sociedad alemana del momento, se plasmó en el monumental espectáculo sobre la Orestiada (Esquilo)(1980) con más de 8 horas de duración.

## Schaubühne am Lehniner Platz(1981-1990)
En 1981 el Senado de Berlín "interesado en mantener a toda costa en la ciudad el Schaubühne como institución de prestigio internacional", como afirma el historiador del teatro Henning Rischbieter habilitó para la compañía un edificio en un antiguo cine del arquitecto Mendelsohn situado en el céntrico Kurfürstendamm. El nuevo Schaubühne am Lehniner Platz, equipado con todos los últimos adelantos de la técnica y cuyo espacio escénico puede articularse en tres escenarios diferentes, se inauguró en 1982 con La disputa de Marivaux dirigida por Stein, que a continuación escenificó Los negros (1983) (Genet) y Las tres hermanas (1984) (Chejov). Este espectáculo que reconstruía con minuciosidad historicista la función que en 1901 realizó Stanislavski de este drama en el Teatro de Arte de Moscú le valió a Stein el reproche de haber "musealizado" el Schaubühne. Sin duda reflejaba una situación de crisis de la compañía de la que ya se habían alejado algunos miembros fundadores y también una crisis creadora de su director. Poco después, en 1985, Stein dimitió de la dirección de la compañía pero siguió trabajando ocasionalmente con ella: El parque (Botho Strauss) (1984), una poética actualización del Sueño de una noche de verano shakespeariano, El mono desnudo (O'Neill) (1986),El jardín de los cerezos (Chejov) (1989), Roberto Zucco (Bernard-Marie Koltès) fueron sus montajes antes de la ruptura definitiva con el Schaubühne en 1990.

## El Festival de Salzburgo (1992-1997)
Ya durante sus últimos años de colaboración con el Schaubühne Stein se había convertido en un director de escena itinerante y había descubierto su interés por la ópera. Invitado por la Welsh National Opera escenificó Otelo (1986), Falstaff (1988), ambas de Verdi, y Pelléas et Mélisande (1991) (Debussy). Su pasión por el teatro sin embargo le llevó a aceptar la dirección de la sección teatral del Festival de Salzburgo entre 1992 y 1997. Allí programó en sucesivas temporadas los dramas "romanos" de Shakespeare, escenificando él mismo Julio César (1992) y Marco Antonio y Cleopatra (1994), retomó El jardín de los cerezos (Chejov) (1995) con Jutta Lampe en Ranevskaia y montó Libussa (Grillparzer) (1997).

## Fausto,WallensteinyRey Lear(2000-2013)
En 2000 volvió a los escenarios alemanes con un monumental Fausto (Goethe) en la versión integral de sus partes I y II. El montaje de una duración de 20 horas con Bruno Ganz en el papel de Fausto-adulto y otro actor en Fausto-joven, se hizo para la Exposición Mundial de Hannover y luego viajó a Berlín y Viena. Aunque la crítica fue displicente todas las funciones pusieron el cartel "sin entradas". Lo mismo ocurrió cuando Stein presentó en 2007 en la antigua fábrica de cerveza Kindl, donde el Berliner Ensemble de Claus Peymann le había preparado un escenario, la versión integral en 10 horas de Wallenstein, el gran drama histórico de Schiller con Klaus Maria Brandauer en el papel de Wallenstein. Esta vez la crítica fue entusiasta, el Frankfurter Allgemeine Zeitung escribía: "Stein ha escenificado esta obra desde el interés, incluso el amor por sus personajes. Narra destinos insólitos, hechos fabulosos...Su Wallenstein late, vive y vibra, posee calor y pasión...Stein funde escenas individuales en un torrente que arrastra a todos consigo". En 2010 realizó una escenificación de Los endemoniados (Dostoieveski) fiel al texto hasta el extremo de durar 12 horas. Con Brandauer ha vuelto a trabajar en el montaje de Rey Lear (Shakespeare) (2013) en el Burgtheater de Viena y en La última cinta (Beckett), presentado en el Enniskillen´s Samuel Beckett Festival de 2014.
Peter Stein ha estado casado con la actriz Jutta Lampe (de 1967 a 1984) y con Beatrice Leppert (de 1985 a 1990). Desde 1999 reside en Italia y está casado con la actriz italiana Maddalena Crippa.

## Premios y honores
- 1992 Chevalier de l´Ordre des Arts et des Lettres
- 1993 Premio Erasmus
- 2008 Bundesverdienstkreuz 1. Klasse
- 2011 Premio Europa de Teatro
- 2012 Grosses Verdienstkreuz mit Stern

## Filmografía

### Sobre Peter Stein
- 1995: Schaubühne Berlin. Von Peter Stein zu Andrea Breth. Des „années Stein“ à nos jours. Una película de Helmar Harald Fischer, Producción: SFB por el 25.º aniversario del Schaubühne de Berlín
- 1994: Antiken-Drama im Armeetheater. Peter Stein inszeniert die Orestie in Moskau. Un reportaje de Andreas Christoph Schmidt. Producción: SFB
- 1992: Peter Julius Caesar Stein. Shakespeares Schauspiel in Salzburg. Libreto y dirección de Norbert Beilharz. Producción: ARTE
- 1987: Eine Bühne verändert die Theaterlandschaft. Peter Stein und die Schaubühne. Film von Hans-Christoph Knebusch, Produktion: ZDF

### De Peter Stein
- 1983: Klassenfeind, 125 min., drama, dirección, Peter Stein con Udo Samel, Ernst Stötzner, Tayfun Bademsoy
- 1976: Sommergäste, 115 min., (Gorki), dirección, Peter Stein, producción, Regina Ziegler
- 1969: Torquato Tasso (Goethe), dirección Peter Stein, TV